# Kroatisch-Serbische Koalition
Die Kroatisch-Serbische Koalition war ein 1905 entstandenes Parteienbündnis in den habsburgischen Kronländern Kroatien-Slawonien und Dalmatien. Perspektivisch wollten die teilnehmenden politischen Gruppierungen die Bildung eines gemeinsamen Gliedstaats aller Südslawen in Österreich-Ungarn durchsetzen, was die Aufhebung der 1867 im Österreichisch-Ungarischen Ausgleich vereinbarten dualistischen Staatskonstruktion bedeutet hätte.
Das Bündnis konnte von 1906 bis 1913 fünf Landtagswahlen in Kroatien-Slawonien gewinnen. Als sich im Laufe des Ersten Weltkriegs der Zerfall der Habsburgermonarchie abzeichnete, entschieden sich viele Koalitionspolitiker, zusammen mit Serbien die Gründung eines jugoslawischen Staates anzustreben.

## Vorgeschichte
Seit dem Ungarisch-Kroatischen Ausgleich von 1868 waren vier politische Richtungen in den kroatischen Ländern von Bedeutung:
Erstens die national-kroatische, die auf Basis des historischen Staatsrechts der Kroaten eine Vereinigung aller von den Kroaten bewohnten Länder anstrebte. Diese Linie wurde vor allem, aber nicht nur von der kroatischen Partei des Rechts unter ihrem Führer Ante Starčević vertreten.
Zweitens die Jugoslawisten, an deren Spitze lange Bischof Strossmayer stand. In ihren Reihen waren auch Angehörige der serbischen Minderheit. Diese Richtung sah Kroaten und Serben als Teile einer gemeinsamen südslawischen Nation an und wollte auf der Basis der Gleichberechtigung aller Nationalitäten einen gemeinsamen Teilstaat innerhalb der Donaumonarchie durchsetzen. Ihre Zukunftspläne bezüglich Bosnien waren vage, ein engeres Einvernehmen mit Serbien bestand nicht.
Drittens die so genannten Magyaronen bzw. Magyarisierung. Diese kleine, aber aus einflussreichen Adligen bestehende Gruppe setzte auf Zusammenarbeit mit der ungarischen Regierung unter den durch den Ausgleich geschaffenen staatsrechtlichen Verhältnissen.
Viertens die serbischen Nationalisten, die als Fernziel die Schaffung eines großserbischen Staates hatten. In der Tagespolitik standen sie abwechselnd im Konflikt mit den kroatischen Nationalisten und der ungarischen Regierung. In Dalmatien waren sie zeitweise auch mit den Italienern gegen die kroatische Mehrheit verbündet.
Die Zugehörigkeiten einzelner Politiker und der kleineren Parteien zu den verschiedenen Lagern war in stetem Fluss und im Laufe der Zeit ergaben sich unterschiedliche Frontstellungen ebenso wie taktisch motivierte zeitweilige Phasen der Zusammenarbeit. An der Wende vom 19. zum 20. Jahrhundert erfolgte ein Generationswechsel unter den südslawischen Politikern. Es betraten junge Männer die politische Bühne, von denen viele in Prag studiert hatten und dort vom kritischen Realismus und tschechoslowakischen Programm des späteren Präsidenten Tomáš Masaryk beeinflusst worden waren. In der Heimat drängten sie auf eine effektive Zusammenarbeit der südslawischen Völker, damit man sich gemeinsam gegen Ungarn und Deutsche durchsetzen könne. Die Idee des Jugoslawismus erfuhr dadurch neuen Auftrieb.
1903/04 hatte sich in Kroatien-Slawonien eine politische Bewegung Narodni pokret (dt. Nationalbewegung) in Opposition zur ungarischen Regierung entwickelt. Ihr ging es um eine Neubestimmung des ungarisch-kroatischen Verhältnisses. Um größere Autonomie für Kroatien und die Vereinigung aller kroatischen Länder zu erreichen, suchte man das Bündnis mit der nationalen ungarischen Opposition, die zur gleichen Zeit die Auflösung des österreichisch-ungarischen Dualismus anstrebte.

## Kroatisch-Serbische Koalition 1905 bis 1914
Auf Initiative von Frano Supilo trafen sich am 3. Oktober 1905 Parlamentarier aus Kroatien-Slawonien, Dalmatien und Istrien in Rijeka, um ihre künftige Politik zu koordinieren. Sie verfassten eine Resolution (sog. Resolution von Rijeka), in der sie ihre Unterstützung für die ungarische Unabhängigkeit bekundeten, wenn diese gleichzeitig zur Vereinigung der kroatischen Länder führen würde. Die serbischen Politiker aus Kroatien und Dalmatien schlossen sich zwei Wochen später auf einem Treffen in Zadar dem neuen Kurs an, unter der Bedingung, dass die Serben im kroatischen Staat national gleichberechtigt sein würden.
In Dalmatien kam es kurz darauf zur ersten Zusammenarbeit zwischen einer kroatischen und serbischen Partei. Am 14. November 1905 legten die beiden Seiten dem Landtag eine Resolution vor, in der es hieß: Die Klubs der kroatischen Partei und der serbischen nationalen Partei beharren auf dem Grundsatz, daß Kroaten und Serben eine Nation sind.
In Kroatien-Slawonien bildeten fünf kroatische und serbische Parteien die Kroatisch-Serbische Koalition, die sich mit der Verabschiedung ihres Manifests im Dezember 1905 auf die so genannte Politik des neuen Kurses festlegte. Daran beteiligt waren die Kroatische Rechtspartei, die Kroatische Fortschrittliche Partei, die Sozialdemokraten, die Serbische Selbständige Partei und die Serbische Radikale Partei.
Gegen diese Politik waren die Reine Rechtspartei mit ihrem rechten konservativen kroatisch-nationalistischen und taktisch proösterreichischen Kurs sowie die 1904 neu entstandene, national-kroatisch und sozialreformerisch orientierte Kroatische Bauernpartei von Antun und Stjepan Radić. Beide Gruppierungen blieben der Koalition deshalb fern.
Die Kroatisch-Serbische Koalition gewann zwischen 1906 und 1913 insgesamt fünfmal die Landtagswahlen in Kroatien-Slawonien. Zwischen 1905 und 1909 waren der Kroate Frano Supilo und der Serbe Svetozar Pribićević die führenden Köpfe der Politik des neuen Kurses. Ihre Hoffnung auf eine gedeihliche Zusammenarbeit mit den Magyaren wurde bald enttäuscht; deshalb zog sich die Kroatisch-Serbische Koalition 1907 aus dem ungarischen Reichstag zurück. Gleichzeitig verließen die serbischen Radikalen die Koalition und kollaborierten fortan mit der Budapester Regierung.
Auch intern gab es Meinungsverschiedenheiten, die zu schwierigen Konflikten führten. So unterließ die Koalition während der Annexionskrise 1908 jegliche Stellungnahme zur Zukunft Bosnien-Herzegowinas, weil dies zur Spaltung des Bündnisses geführt hätte. Im folgenden Jahr arbeitete Pribićević auf einen Kompromiss mit der ungarischen Regierung hin. Supilo war gegen Verhandlungen und er verließ deshalb 1910 die Koalition, in der nun die Serben zunehmend die Oberhand gewannen.
Die Parteien der Koalition hatten kein soziales Programm, das die Masse der bäuerlichen Bevölkerung hätte ansprechen können. Ihr politisches Denken und Handeln war allein auf die nationalen Fragen ausgerichtet. Gleichwohl konnten sich diese bürgerlichen Klientelparteien aufgrund des restriktiven Zensuswahlrechts mehrfach den Wahlsieg sichern. Die kroatischen Sozialdemokraten aber verließen das Bündnis schon ein Jahr nach der Gründung wegen der fehlenden sozialen Programmatik.

## Nachwirkung
In der 1905 geschlossenen Koalition haben Kroaten und Serben in der Politik erstmals dauerhaft zusammengearbeitet. Auf pragmatische Weise wurden zahlreiche Konflikte zwischen den Partnern vertagt, um das Bündnis grundsätzlich aufrechterhalten zu können. Viele Mitglieder der Kroatisch-Serbischen Koalition beteiligten sich nach 1918 an der Gründung des Königreichs der Serben, Kroaten und Slowenen. Ihre Parteien jedoch versanken mit der Einführung des allgemeinen Wahlrechts in der Bedeutungslosigkeit oder lösten sich auf.